# 裴文煥
裴文焕（1576年—1611年），字在中，號心裁，山东东昌府临清州人，明朝政治人物。

## 生平
万历二十五年（1597年）丁酉科山东四十三名乡试舉人，萬曆三十二年（1604年），登甲辰科进士，兵部觀政，三十四年授户部主事，三十五年养病，三十七年補户部云南司主事，三十九年卒。